# Westlife/Auszeichnungen für Musikverkäufe

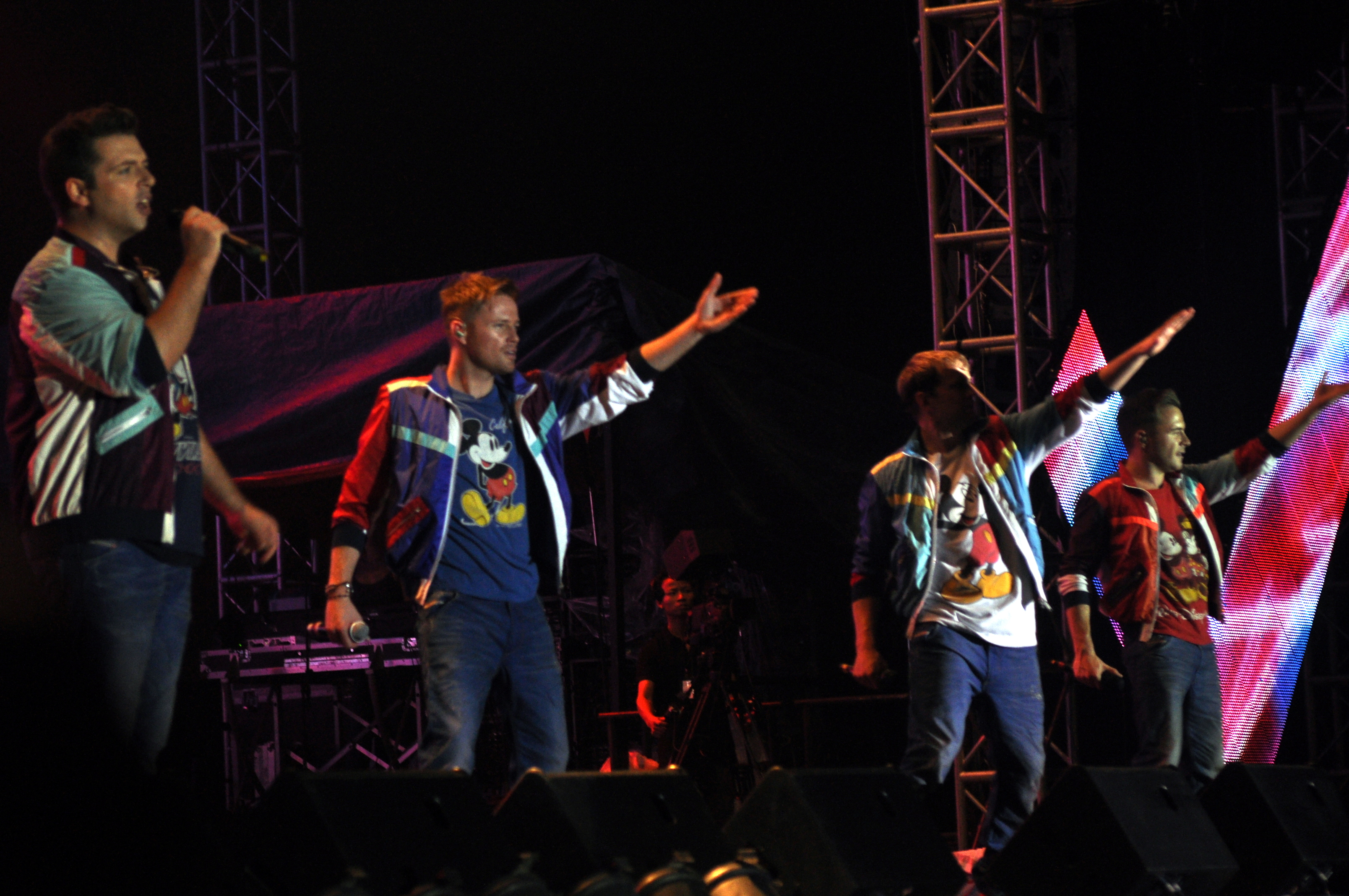
Westlife während ihrer Gravity Tour im Oktober 2011 in Hanoi, Vietnam

Dies ist eine Übersicht über die Auszeichnungen für Musikverkäufe der irischen Pop-Boygroup Westlife. Die Auszeichnungen finden sich nach ihrer Art (Gold, Platin usw.), nach Staaten getrennt in chronologischer Reihenfolge, geordnet sowie nach den Tonträgern selbst, ebenfalls in chronologischer Reihenfolge, getrennt nach Medium (Alben, Singles usw.), wieder.

## Auszeichnungen
| - Frankreich - 2001: für die Single Uptown Girl - Vereinigtes Königreich - 2003: für die Single Unbreakable - 2013: für die Single Home - 2013: für die Single Fool Again - 2017: für die Single Mandy - 2019: für die Single The Rose - 2022: für die Single Better Man - 2024: für die Single Bop Bop Baby - Australien - 1999: für die Single If I Let You Go - 1999: für die Single Swear It Again - 2000: für das Album Westlife - 2001: für das Album Coast to Coast - 2006: für das Videoalbum Face to Face – Live at Wembley - 2009: für das Videoalbum The Number Ones Tour - Belgien - 2001: für das Album Coast to Coast - Brasilien - 2001: für das Album Coast to Coast - Dänemark - 2001: für die Single Against All Odds (Take a Look at Me Now) - 2003: für das Album Turnaround - 2020: für die Single When You’re Looking Like That - 2023: für die Single World of Our Own - 2024: für die Single You Raise Me Up - 2025: für die Single Uptown Girl - Deutschland - 2001: für das Album Coast to Coast - 2002: für das Album World of Our Own - 2002: für das Album Unbreakable – The Greatest Hits - 2023: für die Single You Raise Me Up - Japan - 2001: für das Album Coast to Coast - Mexiko - 2001: für das Album Coast to Coast - 2001: für das Album Westlife - 2002: für das Album Unbreakable – The Greatest Hits - Neuseeland - 1999: für die Single Swear It Again - 2000: für die Single I Have a Dream / Seasons in the Sun - 2001: für die Single My Love - 2001: für die Single Uptown Girl - 2006: für das Videoalbum Face to Face – Live at Wembley - 2007: für das Album Back Home - 2009: für das Album Where We Are - 2022: für das Album Greatest Hits - 2025: für das Album The Love Songs - Niederlande - 2000: für das Album Westlife - 2001: für das Album Coast to Coast - 2002: für das Album World of Our Own - 2003: für das Album Unbreakable – The Greatest Hits - Norwegen - 2002: für das Album Unbreakable – The Greatest Hits - Österreich - 2003: für das Album World of Our Own - Schweden - 1999: für die Single If I Let You Go - 2000: für die Single Against All Odds (Take a Look at Me Now) - 2000: für die Single My Love - 2001: für die Single Uptown Girl - 2001: für die Single When You’re Looking Like That - 2001: für die Single Fool Again - 2001: für die Single Flying Without Wings - 2001: für die Single Queen of My Heart - 2003: für das Album Turnaround - 2006: für das Album Face to Face - 2007: für das Album Back Home - 2009: für das Album Where We Are - Schweiz - 2001: für das Album Coast to Coast - 2002: für das Album Unbreakable – The Greatest Hits - 2002: für das Album World of Our Own - Singapur - 2019: für das Album Turnaround - 2020: für das Album Coast to Coast - Vereinigte Staaten - 2000: für die Single Swear It Again - Vereinigtes Königreich - 2001: für die Single What Makes a Man - 2013: für das Videoalbum World of Our Own - 2013: für das Videoalbum Where We Are Tour: Live from The O2 - 2016: für die Single Against All Odds (Take a Look at Me Now) - 2018: für die Single What About Now - 2019: für die Single Queen of My Heart - 2019: für das Album Spectrum - 2020: für die Single My Love - 2022: für das Album Wild Dreams - 2024: für die Single When You’re Looking Like That | - Australien - 2001: für die Single Uptown Girl - 2006: für das Album Face to Face - 2006: für das Album The Love Album - 2006: für die Single You Raise Me Up - Dänemark - 2001: für das Album Coast to Coast - 2002: für das Album World of Our Own - 2002: für das Album Unbreakable – The Greatest Hits - 2004: für das Videoalbum Unbreakable – The Greatest Hits Tour - Europa - 2003: für das Album Turnaround - 2005: für das Album Face to Face - 2008: für das Album Back Home - 2008: für das Album The Love Album - Irland - 2019: für das Album Spectrum - Neuseeland - 2002: für das Album Unbreakable – The Greatest Hits - Norwegen - 1999: für das Album Westlife - 2001: für das Album Coast to Coast - 2002: für das Album World of Our Own - Schweden - 2000: für das Album Westlife - 2000: für das Album Coast to Coast - 2001: für das Album World of Our Own - 2002: für das Album Unbreakable – The Greatest Hits - 2006: für das Album The Love Album - Südafrika - 2002: für das Album World of Our Own - Taiwan - 2001: für das Album Coast to Coast - 2002: für das Album World of Our Own - Thailand - 2001: für das Album World of Our Own - Vereinigtes Königreich - 1999: für die Single I Have a Dream / Seasons in the Sun - 2003: für das Album Turnaround - 2013: für das Videoalbum Uptown Girl - 2013: für das Videoalbum The Turnaround Tour - 2013: für das Videoalbum The Westlife Story - 2013: für das Videoalbum Back Home - 2013: für das Album Gravity - 2017: für die Single You Raise Me Up - 2019: für die Single Flying Without Wings - 2022: für die Single World of Our Own - 2023: für die Single Swear It Again - 2024: für die Single Hello My Love - 2025: für die Single If I Let You Go - Dänemark - 2018: für das Album Westlife - Europa - 2000: für das Album Westlife - 2000: für das Album Coast to Coast - 2002: für das Album World of Our Own - 2008: für das Album Unbreakable – The Greatest Hits - Irland - 2010: für das Album Gravity - 2019: für die Single Hello My Love - Neuseeland - 2002: für das Album World of Our Own - 2008: für das Album Unbreakable – 2008 NZ Tour Edition - Taiwan - 2001: für das Album Westlife - Vereinigtes Königreich - 2005: für das Album Allow Us To Be Frank - 2010: für das Album Where We Are - 2013: für das Videoalbum The Number Ones Tour - 2013: für das Videoalbum Face to Face – Live at Wembley - 2013: für das Videoalbum 10 Years of Westlife – Live at Croke Park - 2023: für die Single Uptown Girl | - Irland - 2009: für das Album Where We Are - 2011: für das Album Greatest Hits - Neuseeland - 2000: für das Album Westlife - 2007: für das Album The Love Album - Vereinigtes Königreich - 2007: für das Album The Love Album - 2013: für das Videoalbum Unbreakable – The Greatest Hits Vol. 1 - 2013: für das Videoalbum Coast to Coast – Up Close and Personal - 2013: für das Album Back Home - 2024: für das Album Greatest Hits - Neuseeland - 2001: für das Album Coast to Coast - Vereinigtes Königreich - 2002: für das Album World of Our Own - 2003: für das Album Unbreakable – Vol 1 - 2006: für das Album Face to Face - 2013: für das Videoalbum Where Dreams Come True - 2019: für das Videoalbum The Farewell Tour: Live at Croke Park - Irland - 2007: für das Album Back Home - Vereinigtes Königreich - 2013: für das Album Westlife - Vereinigtes Königreich - 2001: für das Album Coast to Coast - 2013: für das Album Unbreakable – The Greatest Hits - Irland - 2000: für das Album Coast to Coast - Irland - 2003: für das Album Unbreakable – The Greatest Hits - 2005: für das Album Face to Face - Irland - 2006: für das Album The Love Album - Irland - 2000: für das Album Westlife - Indonesien - 2000: für das Album Westlife |

## Auszeichnungen nach Alben

### Westlife
| Land/Region                  | Auszeichnungen für Musikverkäufe (Land/Region, Auszeichnung, Verkäufe) | Verkäufe    |
| ---------------------------- | ---------------------------------------------------------------------- | ----------- |
| Australien (ARIA)            | Gold                                                                   | 35.000      |
| Dänemark (IFPI)              | 2× Platin                                                              | (40.000)    |
| Europa (IFPI)                | 2× Platin                                                              | 2.000.000   |
| Indonesien (ASIRI)           | 20× Platin                                                             | 1.000.000   |
| Irland (IRMA)                | 13× Platin                                                             | (195.000)   |
| Mexiko (AMPROFON)            | Gold                                                                   | 75.000      |
| Neuseeland (RMNZ)            | 3× Platin                                                              | 45.000      |
| Niederlande (NVPI)           | Gold                                                                   | (40.000)    |
| Norwegen (IFPI)              | Platin                                                                 | (50.000)    |
| Schweden (IFPI)              | Platin                                                                 | (80.000)    |
| Taiwan (RIT)                 | 2× Platin                                                              | 100.000     |
| Vereinigtes Königreich (BPI) | 5× Platin                                                              | (1.500.000) |
| Insgesamt                    | 3× Gold · 49× Platin ·                                                 | 3.255.000   |

### Coast to Coast
| Land/Region                  | Auszeichnungen für Musikverkäufe (Land/Region, Auszeichnung, Verkäufe) | Verkäufe    |
| ---------------------------- | ---------------------------------------------------------------------- | ----------- |
| Australien (ARIA)            | Gold                                                                   | 35.000      |
| Belgien (BRMA)               | Gold                                                                   | 25.000      |
| Brasilien (PMB)              | Gold                                                                   | 100.000     |
| Dänemark (IFPI)              | Platin                                                                 | 50.000      |
| Deutschland (BVMI)           | Gold                                                                   | 150.000     |
| Europa (IFPI)                | 2× Platin                                                              | (2.000.000) |
| Irland (IRMA)                | 7× Platin                                                              | 105.000     |
| Japan (RIAJ)                 | Gold                                                                   | 100.000     |
| Mexiko (AMPROFON)            | Gold                                                                   | 75.000      |
| Neuseeland (RMNZ)            | 4× Platin                                                              | 60.000      |
| Niederlande (NVPI)           | Gold                                                                   | 40.000      |
| Norwegen (IFPI)              | Platin                                                                 | 50.000      |
| Schweden (IFPI)              | Platin                                                                 | 80.000      |
| Schweiz (IFPI)               | Gold                                                                   | 20.000      |
| Singapur (RIAS)              | Gold                                                                   | 5.000       |
| Taiwan (RIT)                 | Platin                                                                 | 50.000      |
| Vereinigtes Königreich (BPI) | 6× Platin                                                              | 1.800.000   |
| Insgesamt                    | 9× Gold · 22× Platin ·                                                 | 2.745.000   |

### World of Our Own
| Land/Region                  | Auszeichnungen für Musikverkäufe (Land/Region, Auszeichnung, Verkäufe) | Verkäufe    |
| ---------------------------- | ---------------------------------------------------------------------- | ----------- |
| Dänemark (IFPI)              | Platin                                                                 | (50.000)    |
| Deutschland (BVMI)           | Gold                                                                   | (150.000)   |
| Europa (IFPI)                | 2× Platin                                                              | 2.000.000   |
| Neuseeland (RMNZ)            | 2× Platin                                                              | 30.000      |
| Niederlande (NVPI)           | Gold                                                                   | (40.000)    |
| Norwegen (IFPI)              | Platin                                                                 | (50.000)    |
| Österreich (IFPI)            | Gold                                                                   | (20.000)    |
| Schweden (IFPI)              | Platin                                                                 | (80.000)    |
| Schweiz (IFPI)               | Gold                                                                   | (20.000)    |
| Südafrika (RISA)             | Platin                                                                 | 50.000      |
| Taiwan (RIT)                 | Platin                                                                 | 50.000      |
| Thailand (TECA)              | Platin                                                                 | 40.000      |
| Vereinigtes Königreich (BPI) | 4× Platin                                                              | (1.200.000) |
| Insgesamt                    | 4× Gold · 14× Platin ·                                                 | 2.175.000   |

### Unbreakable – The Greatest Hits
| Land/Region                  | Auszeichnungen für Musikverkäufe (Land/Region, Auszeichnung, Verkäufe) | Verkäufe  |
| ---------------------------- | ---------------------------------------------------------------------- | --------- |
| Dänemark (IFPI)              | Platin                                                                 | 50.000    |
| Deutschland (BVMI)           | Gold                                                                   | 150.000   |
| Europa (IFPI)                | 2× Platin                                                              | 2.000.000 |
| Irland (IRMA)                | 8× Platin                                                              | 120.000   |
| Mexiko (AMPROFON)            | Gold                                                                   | 75.000    |
| Neuseeland (RMNZ)            | Platin                                                                 | 15.000    |
| Niederlande (NVPI)           | Gold                                                                   | 40.000    |
| Norwegen (IFPI)              | Gold                                                                   | 20.000    |
| Schweden (IFPI)              | Platin                                                                 | 60.000    |
| Schweiz (IFPI)               | Gold                                                                   | 20.000    |
| Vereinigtes Königreich (BPI) | 6× Platin                                                              | 1.800.000 |
| Insgesamt                    | 5× Gold · 19× Platin ·                                                 | 2.350.000 |

### Turnaround
| Land/Region                  | Auszeichnungen für Musikverkäufe (Land/Region, Auszeichnung, Verkäufe) | Verkäufe  |
| ---------------------------- | ---------------------------------------------------------------------- | --------- |
| Dänemark (IFPI)              | Gold                                                                   | (20.000)  |
| Europa (IFPI)                | Platin                                                                 | 1.000.000 |
| Schweden (IFPI)              | Gold                                                                   | (30.000)  |
| Singapur (RIAS)              | Gold                                                                   | 5.000     |
| Vereinigtes Königreich (BPI) | 2× Platin                                                              | (600.000) |
| Insgesamt                    | 3× Gold · 3× Platin ·                                                  | 1.005.000 |

### Allow Us to Be Frank
| Land/Region                  | Auszeichnungen für Musikverkäufe (Land/Region, Auszeichnung, Verkäufe) | Verkäufe |
| ---------------------------- | ---------------------------------------------------------------------- | -------- |
| Vereinigtes Königreich (BPI) | 2× Platin                                                              | 600.000  |
| Insgesamt                    | 2× Platin ·                                                            | 600.000  |

### Face to Face
| Land/Region                  | Auszeichnungen für Musikverkäufe (Land/Region, Auszeichnung, Verkäufe) | Verkäufe    |
| ---------------------------- | ---------------------------------------------------------------------- | ----------- |
| Australien (ARIA)            | Platin                                                                 | 70.000      |
| Europa (IFPI)                | Platin                                                                 | (1.000.000) |
| Irland (IRMA)                | 8× Platin                                                              | 120.000     |
| Schweden (IFPI)              | Gold                                                                   | 30.000      |
| Vereinigtes Königreich (BPI) | 4× Platin                                                              | 1.200.000   |
| Insgesamt                    | 1× Gold · 14× Platin ·                                                 | 1.420.000   |

### The Love Album
| Land/Region                  | Auszeichnungen für Musikverkäufe (Land/Region, Auszeichnung, Verkäufe) | Verkäufe    |
| ---------------------------- | ---------------------------------------------------------------------- | ----------- |
| Australien (ARIA)            | Platin                                                                 | 70.000      |
| Europa (IFPI)                | Platin                                                                 | (1.000.000) |
| Irland (IRMA)                | 10× Platin                                                             | 150.000     |
| Neuseeland (RMNZ)            | 3× Platin                                                              | 45.000      |
| Schweden (IFPI)              | Platin                                                                 | 40.000      |
| Vereinigtes Königreich (BPI) | 3× Platin                                                              | 900.000     |
| Insgesamt                    | 19× Platin ·                                                           | 1.205.000   |

### Back Home
| Land/Region                  | Auszeichnungen für Musikverkäufe (Land/Region, Auszeichnung, Verkäufe) | Verkäufe    |
| ---------------------------- | ---------------------------------------------------------------------- | ----------- |
| Europa (IFPI)                | Platin                                                                 | (1.000.000) |
| Irland (IRMA)                | 5× Platin                                                              | 75.000      |
| Neuseeland (RMNZ)            | Gold                                                                   | 7.500       |
| Schweden (IFPI)              | Gold                                                                   | 30.000      |
| Vereinigtes Königreich (BPI) | 3× Platin                                                              | 900.000     |
| Insgesamt                    | 2× Gold · 9× Platin ·                                                  | 1.012.500   |

### Unbreakable – 2008 NZ Tour Edition
| Land/Region       | Auszeichnungen für Musikverkäufe (Land/Region, Auszeichnung, Verkäufe) | Verkäufe |
| ----------------- | ---------------------------------------------------------------------- | -------- |
| Neuseeland (RMNZ) | 2× Platin                                                              | 30.000   |
| Insgesamt         | 2× Platin ·                                                            | 30.000   |

### Where We Are
| Land/Region                  | Auszeichnungen für Musikverkäufe (Land/Region, Auszeichnung, Verkäufe) | Verkäufe |
| ---------------------------- | ---------------------------------------------------------------------- | -------- |
| Irland (IRMA)                | 3× Platin                                                              | 45.000   |
| Neuseeland (RMNZ)            | Gold                                                                   | 7.500    |
| Schweden (IFPI)              | Gold                                                                   | 20.000   |
| Vereinigtes Königreich (BPI) | 2× Platin                                                              | 600.000  |
| Insgesamt                    | 2× Gold · 5× Platin ·                                                  | 672.500  |

### Gravity
| Land/Region                  | Auszeichnungen für Musikverkäufe (Land/Region, Auszeichnung, Verkäufe) | Verkäufe |
| ---------------------------- | ---------------------------------------------------------------------- | -------- |
| Irland (IRMA)                | 2× Platin                                                              | 30.000   |
| Vereinigtes Königreich (BPI) | Platin                                                                 | 300.000  |
| Insgesamt                    | 3× Platin ·                                                            | 330.000  |

### Greatest Hits
| Land/Region                  | Auszeichnungen für Musikverkäufe (Land/Region, Auszeichnung, Verkäufe) | Verkäufe |
| ---------------------------- | ---------------------------------------------------------------------- | -------- |
| Irland (IRMA)                | 3× Platin                                                              | 45.000   |
| Neuseeland (RMNZ)            | Gold                                                                   | 7.500    |
| Vereinigtes Königreich (BPI) | 3× Platin                                                              | 900.000  |
| Insgesamt                    | 1× Gold · 6× Platin ·                                                  | 952.500  |

### The Love Songs
| Land/Region       | Auszeichnungen für Musikverkäufe (Land/Region, Auszeichnung, Verkäufe) | Verkäufe |
| ----------------- | ---------------------------------------------------------------------- | -------- |
| Neuseeland (RMNZ) | Gold                                                                   | 7.500    |
| Insgesamt         | 1× Gold ·                                                              | 7.500    |

### Spectrum
| Land/Region                  | Auszeichnungen für Musikverkäufe (Land/Region, Auszeichnung, Verkäufe) | Verkäufe |
| ---------------------------- | ---------------------------------------------------------------------- | -------- |
| Irland (IRMA)                | Platin                                                                 | 15.000   |
| Vereinigtes Königreich (BPI) | Gold                                                                   | 100.000  |
| Insgesamt                    | 1× Gold · 1× Platin ·                                                  | 115.000  |

### Wild Dreams
| Land/Region                  | Auszeichnungen für Musikverkäufe (Land/Region, Auszeichnung, Verkäufe) | Verkäufe |
| ---------------------------- | ---------------------------------------------------------------------- | -------- |
| Vereinigtes Königreich (BPI) | Gold                                                                   | 100.000  |
| Insgesamt                    | 1× Gold ·                                                              | 100.000  |

## Auszeichnungen nach Singles

### Swear It Again
| Land/Region                  | Auszeichnungen für Musikverkäufe (Land/Region, Auszeichnung, Verkäufe) | Verkäufe  |
| ---------------------------- | ---------------------------------------------------------------------- | --------- |
| Australien (ARIA)            | Gold                                                                   | 35.000    |
| Neuseeland (RMNZ)            | Gold                                                                   | 5.000     |
| Vereinigte Staaten (RIAA)    | Gold                                                                   | 600.000   |
| Vereinigtes Königreich (BPI) | Platin                                                                 | 600.000   |
| Insgesamt                    | 2× Gold · 1× Platin ·                                                  | 1.232.500 |

### If I Let You Go
| Land/Region                  | Auszeichnungen für Musikverkäufe (Land/Region, Auszeichnung, Verkäufe) | Verkäufe |
| ---------------------------- | ---------------------------------------------------------------------- | -------- |
| Australien (ARIA)            | Gold                                                                   | 35.000   |
| Schweden (IFPI)              | Gold                                                                   | 15.000   |
| Vereinigtes Königreich (BPI) | Platin                                                                 | 600.000  |
| Insgesamt                    | 2× Gold · 1× Platin ·                                                  | 650.000  |

### Flying Without Wings
| Land/Region                  | Auszeichnungen für Musikverkäufe (Land/Region, Auszeichnung, Verkäufe) | Verkäufe |
| ---------------------------- | ---------------------------------------------------------------------- | -------- |
| Schweden (IFPI)              | Gold                                                                   | 15.000   |
| Vereinigtes Königreich (BPI) | Platin                                                                 | 800.000  |
| Insgesamt                    | 1× Gold · 1× Platin ·                                                  | 815.000  |

### I Have a Dream/Seasons in the Sun
| Land/Region                  | Auszeichnungen für Musikverkäufe (Land/Region, Auszeichnung, Verkäufe) | Verkäufe |
| ---------------------------- | ---------------------------------------------------------------------- | -------- |
| Neuseeland (RMNZ)            | Gold                                                                   | 5.000    |
| Vereinigtes Königreich (BPI) | Platin                                                                 | 707.000  |
| Insgesamt                    | 1× Gold · 1× Platin ·                                                  | 712.000  |

### Fool Again
| Land/Region                  | Auszeichnungen für Musikverkäufe (Land/Region, Auszeichnung, Verkäufe) | Verkäufe |
| ---------------------------- | ---------------------------------------------------------------------- | -------- |
| Schweden (IFPI)              | Gold                                                                   | 15.000   |
| Vereinigtes Königreich (BPI) | Silber                                                                 | 200.000  |
| Insgesamt                    | 1× Silber · 1× Gold ·                                                  | 215.000  |

### Against All Odds (Take a Look at Me Now)
| Land/Region                  | Auszeichnungen für Musikverkäufe (Land/Region, Auszeichnung, Verkäufe) | Verkäufe |
| ---------------------------- | ---------------------------------------------------------------------- | -------- |
| Dänemark (IFPI)              | Gold                                                                   | 10.000   |
| Schweden (IFPI)              | Gold                                                                   | 15.000   |
| Vereinigtes Königreich (BPI) | Gold                                                                   | 507.000  |
| Insgesamt                    | 3× Gold ·                                                              | 532.000  |

### My Love
| Land/Region                  | Auszeichnungen für Musikverkäufe (Land/Region, Auszeichnung, Verkäufe) | Verkäufe |
| ---------------------------- | ---------------------------------------------------------------------- | -------- |
| Neuseeland (RMNZ)            | Gold                                                                   | 5.000    |
| Schweden (IFPI)              | Gold                                                                   | 15.000   |
| Vereinigtes Königreich (BPI) | Gold                                                                   | 400.000  |
| Insgesamt                    | 3× Gold ·                                                              | 420.000  |

### What Makes a Man
| Land/Region                  | Auszeichnungen für Musikverkäufe (Land/Region, Auszeichnung, Verkäufe) | Verkäufe |
| ---------------------------- | ---------------------------------------------------------------------- | -------- |
| Vereinigtes Königreich (BPI) | Gold                                                                   | 400.000  |
| Insgesamt                    | 1× Gold ·                                                              | 400.000  |

### Uptown Girl
| Land/Region                  | Auszeichnungen für Musikverkäufe (Land/Region, Auszeichnung, Verkäufe) | Verkäufe  |
| ---------------------------- | ---------------------------------------------------------------------- | --------- |
| Australien (ARIA)            | Platin                                                                 | 70.000    |
| Dänemark (IFPI)              | Gold                                                                   | 45.000    |
| Frankreich (SNEP)            | Silber                                                                 | 125.000   |
| Neuseeland (RMNZ)            | Gold                                                                   | 5.000     |
| Schweden (IFPI)              | Gold                                                                   | 15.000    |
| Vereinigtes Königreich (BPI) | 2× Platin                                                              | 1.200.000 |
| Insgesamt                    | 1× Silber · 3× Gold · 3× Platin ·                                      | 1.460.000 |

### When You’re Looking Like That
| Land/Region                  | Auszeichnungen für Musikverkäufe (Land/Region, Auszeichnung, Verkäufe) | Verkäufe |
| ---------------------------- | ---------------------------------------------------------------------- | -------- |
| Dänemark (IFPI)              | Gold                                                                   | 45.000   |
| Schweden (IFPI)              | Gold                                                                   | 15.000   |
| Vereinigtes Königreich (BPI) | Gold                                                                   | 400.000  |
| Insgesamt                    | 3× Gold ·                                                              | 460.000  |

### Queen of My Heart
| Land/Region                  | Auszeichnungen für Musikverkäufe (Land/Region, Auszeichnung, Verkäufe) | Verkäufe |
| ---------------------------- | ---------------------------------------------------------------------- | -------- |
| Schweden (IFPI)              | Gold                                                                   | 15.000   |
| Vereinigtes Königreich (BPI) | Gold                                                                   | 400.000  |
| Insgesamt                    | 2× Gold ·                                                              | 415.000  |

### World of Our Own
| Land/Region                  | Auszeichnungen für Musikverkäufe (Land/Region, Auszeichnung, Verkäufe) | Verkäufe |
| ---------------------------- | ---------------------------------------------------------------------- | -------- |
| Dänemark (IFPI)              | Gold                                                                   | 45.000   |
| Vereinigtes Königreich (BPI) | Platin                                                                 | 600.000  |
| Insgesamt                    | 1× Gold · 1× Platin ·                                                  | 645.000  |

### Bop Bop Baby
| Land/Region                  | Auszeichnungen für Musikverkäufe (Land/Region, Auszeichnung, Verkäufe) | Verkäufe |
| ---------------------------- | ---------------------------------------------------------------------- | -------- |
| Vereinigtes Königreich (BPI) | Silber                                                                 | 200.000  |
| Insgesamt                    | 1× Silber ·                                                            | 200.000  |

### Unbreakable
| Land/Region                  | Auszeichnungen für Musikverkäufe (Land/Region, Auszeichnung, Verkäufe) | Verkäufe |
| ---------------------------- | ---------------------------------------------------------------------- | -------- |
| Vereinigtes Königreich (BPI) | Silber                                                                 | 200.000  |
| Insgesamt                    | 1× Silber ·                                                            | 200.000  |

### Mandy
| Land/Region                  | Auszeichnungen für Musikverkäufe (Land/Region, Auszeichnung, Verkäufe) | Verkäufe |
| ---------------------------- | ---------------------------------------------------------------------- | -------- |
| Vereinigtes Königreich (BPI) | Silber                                                                 | 200.000  |
| Insgesamt                    | 1× Silber ·                                                            | 200.000  |

### You Raise Me Up
| Land/Region                  | Auszeichnungen für Musikverkäufe (Land/Region, Auszeichnung, Verkäufe) | Verkäufe |
| ---------------------------- | ---------------------------------------------------------------------- | -------- |
| Australien (ARIA)            | Platin                                                                 | 70.000   |
| Dänemark (IFPI)              | Gold                                                                   | 45.000   |
| Deutschland (BVMI)           | Gold                                                                   | 150.000  |
| Vereinigtes Königreich (BPI) | Platin                                                                 | 600.000  |
| Insgesamt                    | 2× Gold · 2× Platin ·                                                  | 865.000  |

### The Rose
| Land/Region                  | Auszeichnungen für Musikverkäufe (Land/Region, Auszeichnung, Verkäufe) | Verkäufe |
| ---------------------------- | ---------------------------------------------------------------------- | -------- |
| Vereinigtes Königreich (BPI) | Silber                                                                 | 200.000  |
| Insgesamt                    | 1× Silber ·                                                            | 200.000  |

### Home
| Land/Region                  | Auszeichnungen für Musikverkäufe (Land/Region, Auszeichnung, Verkäufe) | Verkäufe |
| ---------------------------- | ---------------------------------------------------------------------- | -------- |
| Vereinigtes Königreich (BPI) | Silber                                                                 | 200.000  |
| Insgesamt                    | 1× Silber ·                                                            | 200.000  |

### What About Now
| Land/Region                  | Auszeichnungen für Musikverkäufe (Land/Region, Auszeichnung, Verkäufe) | Verkäufe |
| ---------------------------- | ---------------------------------------------------------------------- | -------- |
| Vereinigtes Königreich (BPI) | Gold                                                                   | 400.000  |
| Insgesamt                    | 1× Gold ·                                                              | 400.000  |

### Hello My Love
| Land/Region                  | Auszeichnungen für Musikverkäufe (Land/Region, Auszeichnung, Verkäufe) | Verkäufe |
| ---------------------------- | ---------------------------------------------------------------------- | -------- |
| Irland (IRMA)                | 2× Platin                                                              | 30.000   |
| Vereinigtes Königreich (BPI) | Platin                                                                 | 600.000  |
| Insgesamt                    | 3× Platin ·                                                            | 630.000  |

### Better Man
| Land/Region                  | Auszeichnungen für Musikverkäufe (Land/Region, Auszeichnung, Verkäufe) | Verkäufe |
| ---------------------------- | ---------------------------------------------------------------------- | -------- |
| Vereinigtes Königreich (BPI) | Silber                                                                 | 200.000  |
| Insgesamt                    | 1× Silber ·                                                            | 200.000  |

## Auszeichnungen nach Videoalben

### The Westlife Story
| Land/Region                  | Auszeichnungen für Musikverkäufe (Land/Region, Auszeichnung, Verkäufe) | Verkäufe |
| ---------------------------- | ---------------------------------------------------------------------- | -------- |
| Vereinigtes Königreich (BPI) | Platin                                                                 | 50.000   |
| Insgesamt                    | 1× Platin ·                                                            | 50.000   |

### Coast to Coast – Up Close and Personal
| Land/Region                  | Auszeichnungen für Musikverkäufe (Land/Region, Auszeichnung, Verkäufe) | Verkäufe |
| ---------------------------- | ---------------------------------------------------------------------- | -------- |
| Vereinigtes Königreich (BPI) | 3× Platin                                                              | 150.000  |
| Insgesamt                    | 3× Platin ·                                                            | 150.000  |

### Uptown Girl
| Land/Region                  | Auszeichnungen für Musikverkäufe (Land/Region, Auszeichnung, Verkäufe) | Verkäufe |
| ---------------------------- | ---------------------------------------------------------------------- | -------- |
| Vereinigtes Königreich (BPI) | Platin                                                                 | 50.000   |
| Insgesamt                    | 1× Platin ·                                                            | 50.000   |

### Where Dreams Come True
| Land/Region                  | Auszeichnungen für Musikverkäufe (Land/Region, Auszeichnung, Verkäufe) | Verkäufe |
| ---------------------------- | ---------------------------------------------------------------------- | -------- |
| Vereinigtes Königreich (BPI) | 4× Platin                                                              | 200.000  |
| Insgesamt                    | 4× Platin ·                                                            | 200.000  |

### World of Our Own
| Land/Region                  | Auszeichnungen für Musikverkäufe (Land/Region, Auszeichnung, Verkäufe) | Verkäufe |
| ---------------------------- | ---------------------------------------------------------------------- | -------- |
| Vereinigtes Königreich (BPI) | Platin                                                                 | 50.000   |
| Insgesamt                    | 1× Platin ·                                                            | 50.000   |

### Unbreakable – The Greatest Hits Vol. 1
| Land/Region                  | Auszeichnungen für Musikverkäufe (Land/Region, Auszeichnung, Verkäufe) | Verkäufe |
| ---------------------------- | ---------------------------------------------------------------------- | -------- |
| Vereinigtes Königreich (BPI) | 3× Platin                                                              | 150.000  |
| Insgesamt                    | 3× Platin ·                                                            | 150.000  |

### Unbreakable – The Greatest Hits Tour
| Land/Region     | Auszeichnungen für Musikverkäufe (Land/Region, Auszeichnung, Verkäufe) | Verkäufe |
| --------------- | ---------------------------------------------------------------------- | -------- |
| Dänemark (IFPI) | Platin                                                                 | 40.000   |
| Insgesamt       | 1× Platin ·                                                            | 40.000   |

### The Turnaround Tour
| Land/Region                  | Auszeichnungen für Musikverkäufe (Land/Region, Auszeichnung, Verkäufe) | Verkäufe |
| ---------------------------- | ---------------------------------------------------------------------- | -------- |
| Vereinigtes Königreich (BPI) | Platin                                                                 | 50.000   |
| Insgesamt                    | 1× Platin ·                                                            | 50.000   |

### The Number Ones Tour
| Land/Region                  | Auszeichnungen für Musikverkäufe (Land/Region, Auszeichnung, Verkäufe) | Verkäufe |
| ---------------------------- | ---------------------------------------------------------------------- | -------- |
| Australien (ARIA)            | Gold                                                                   | 7.500    |
| Vereinigtes Königreich (BPI) | 2× Platin                                                              | 100.000  |
| Insgesamt                    | 1× Gold · 2× Platin ·                                                  | 107.500  |

### Face to Face – Live at Wembley
| Land/Region                  | Auszeichnungen für Musikverkäufe (Land/Region, Auszeichnung, Verkäufe) | Verkäufe |
| ---------------------------- | ---------------------------------------------------------------------- | -------- |
| Australien (ARIA)            | Gold                                                                   | 7.500    |
| Neuseeland (RMNZ)            | Gold                                                                   | 2.500    |
| Vereinigtes Königreich (BPI) | 2× Platin                                                              | 100.000  |
| Insgesamt                    | 2× Gold · 2× Platin ·                                                  | 110.000  |

### 10 Years of Westlife – Live at Croke Park
| Land/Region                  | Auszeichnungen für Musikverkäufe (Land/Region, Auszeichnung, Verkäufe) | Verkäufe |
| ---------------------------- | ---------------------------------------------------------------------- | -------- |
| Vereinigtes Königreich (BPI) | 2× Platin                                                              | 100.000  |
| Insgesamt                    | 2× Platin ·                                                            | 100.000  |

### Where We Are Tour: Live from The O2
| Land/Region                  | Auszeichnungen für Musikverkäufe (Land/Region, Auszeichnung, Verkäufe) | Verkäufe |
| ---------------------------- | ---------------------------------------------------------------------- | -------- |
| Vereinigtes Königreich (BPI) | Gold                                                                   | 25.000   |
| Insgesamt                    | 1× Gold ·                                                              | 25.000   |

### The Farewell Tour – Live at Croke Park
| Land/Region                  | Auszeichnungen für Musikverkäufe (Land/Region, Auszeichnung, Verkäufe) | Verkäufe |
| ---------------------------- | ---------------------------------------------------------------------- | -------- |
| Vereinigtes Königreich (BPI) | 4× Platin                                                              | 200.000  |
| Insgesamt                    | 4× Platin ·                                                            | 200.000  |

## Statistik und Quellen
| Land/RegionAuszeichnungen für Musikverkäufe (Land/Region, Auszeichnungen, Verkäufe, Quellen) | Silber     | Gold       | Platin         | Verkäufe     | Quellen                                                     |
| -------------------------------------------------------------------------------------------- | ---------- | ---------- | -------------- | ------------ | ----------------------------------------------------------- |
| Australien (ARIA)                                                                            | —          | 6× Gold6   | 4× Platin4     | 435.000      | aria.com.au                                                 |
| Belgien (BRMA)                                                                               | —          | Gold1      | —              | 25.000       | Einzelnachweise                                             |
| Brasilien (PMB)                                                                              | —          | Gold1      | —              | 100.000      | pro-musicabr.org.br                                         |
| Dänemark (IFPI)                                                                              | —          | 6× Gold6   | 6× Platin6     | 440.000      | ifpi.dk                                                     |
| Deutschland (BVMI)                                                                           | —          | 4× Gold4   | —              | 600.000      | musikindustrie.de                                           |
| Europa (IFPI)                                                                                | —          | —          | 12× Platin12   | (12.000.000) | ifpi.org (Memento vom 15. Oktober 2013 im Internet Archive) |
| Frankreich (SNEP)                                                                            | Silber1    | —          | —              | 125.000      | infodisc.fr                                                 |
| Indonesien (ASIRI)                                                                           | —          | —          | 20× Platin20   | 1.000.000    | Einzelnachweise                                             |
| Irland (IRMA)                                                                                | —          | —          | 62× Platin62   | 930.000      | irishcharts.ie                                              |
| Japan (RIAJ)                                                                                 | —          | Gold1      | —              | 100.000      | riaj.or.jp                                                  |
| Mexiko (AMPROFON)                                                                            | —          | 3× Gold3   | —              | 225.000      | amprofon.com.mx                                             |
| Neuseeland (RMNZ)                                                                            | —          | 10× Gold10 | 15× Platin15   | 277.500      | aotearoamusiccharts.co.nz NZ2                               |
| Niederlande (NVPI)                                                                           | —          | 4× Gold4   | —              | 160.000      | nvpi.nl                                                     |
| Norwegen (IFPI)                                                                              | —          | Gold1      | 3× Platin3     | 170.000      | ifpi.no (Memento vom 5. November 2012 im Internet Archive)  |
| Österreich (IFPI)                                                                            | —          | Gold1      | —              | 20.000       | ifpi.at                                                     |
| Schweden (IFPI)                                                                              | —          | 12× Gold12 | 5× Platin5     | 570.000      | sverigetopplistan.se                                        |
| Schweiz (IFPI)                                                                               | —          | 3× Gold3   | —              | 60.000       | hitparade.ch                                                |
| Singapur (RIAS)                                                                              | —          | 2× Gold2   | —              | 10.000       | rias.org.sg                                                 |
| Südafrika (RISA)                                                                             | —          | —          | Platin1        | 50.000       | mi2n.com                                                    |
| Taiwan (RIT)                                                                                 | —          | —          | 4× Platin4     | 200.000      | Einzelnachweise                                             |
| Thailand (TECA)                                                                              | —          | —          | Platin1        | 40.000       | Einzelnachweise                                             |
| Vereinigte Staaten (RIAA)                                                                    | —          | Gold1      | —              | 600.000      | riaa.com                                                    |
| Vereinigtes Königreich (BPI)                                                                 | 7× Silber7 | 10× Gold10 | 77× Platin77   | 23.339.000   | bpi.co.uk                                                   |
| Insgesamt                                                                                    | 8× Silber8 | 66× Gold66 | 210× Platin210 |              |                                                             |